# Вулиця Леніна (Севастополь)
Ву́лиця Ле́ніна — вулиця в Ленінському районі Севастополя, між площами Нахімова та Ушакова.

## Опис
Знаходиться на східній стороні Центрального міського пагорба і простягається вздовж західного берега Південної бухти з півночі на південь.
Входить у Центральне міське кільце Севастополя.
Нумерація будинків починається від площі Нахімова та закінчується в районі площі Ушакова.
Після прийняття закону про декомунізацію у 2015 вулиця підлягає перейменування, але через окупацію у 2014 виконання закону поки що неможливе.

## Історія
Вулиця Леніна є найстарішою вулицею Севастополя. Вона виникла у XVIII столітті і спочатку називалася Адміралтейською, аж поки у 1787 році її не перейменували в Катерининську.
У 30-ті роки XIX століття на Катерининській вулиці знаходилися приватні будинки, у тому числі будинки глави міста Івана Носова і військового генерал-губернатора Столипіна, купецькі будинки, жіноче училище, казарми флотських екіпажів, за якими стояло училище флотських юнг.
До 1840 року були забудовані обидві сторони вулиці. Будівлі цього періоду, побудовані в стилі ампіру та класицизму, мали невеликі розміри. З правого боку стояли будинки вищого командного складу Чорноморського флоту, де мешкали командири кораблів і офіцери.
Після закінчення Кримської війни, місто почали відновлювати і упорядковувати лише у 70-х роках XIX століття. Одним з перших було відбудовано будинок генерала Едуарда Тотлебена. У вересні 1869 року з ініціативи тих, хто захищав місто під час Кримської війни (1853—56), для увічнення пам'яті учасників героїчної оборони міста, в кімнатах, де він жив, був заснований музей оборони Севастополя 1854—1855 років. Створений музей був на добровільні пожертвування.
Окреме приміщення для музею збудоване в 1895 році за проектом академіка А. Кочетова.
До кінця XIX століття на Катерининській вулиці були розібрані останні руїни і тут свої будинки почали будувати багаті купці, офіцери та чиновники. В кінці 90-х років XIX століття тут мешкали князь Алі-Бей Балатуков, генерал-майор Золотарьов, В. І. Феолій і М. Кефелі.
В кінці XIX — на початку XX століття на вулиці знаходилися різноманітні майстерні. У 1896 році було проведено електрику, а у 1898 році запущено міський трамвай.
3 січня 1921 року рішенням Севастопольського ревкому Катерининська була перейменована на вулицю Леніна.
Під час Другої світової війни вулиця піддалася сильному руйнування. В кінці 40-х і початку 50-х років XX століття велися роботи з її відновлення та реконструкції.

## Пам'ятники архітектури та історії
- Адміністративний будинок 1953 року (вул. Леніна, 3);
- Адміністративний будинок 1950 року (вул. Леніна, 4, 6);
- Будинок культури 1953 року (вул. Леніна, 25);
- Будинок районного комітету КПУ 1950 року (вул. Леніна, 31);
- Будинок кінотеатру «Україна» 1953—1955 років (вул. Леніна, 35);
- Прибутковий будинок початку XX століття (вул. Леніна, 41);
- Особняк XIX століття (вул. Леніна, 43);
- Будинок Центральної міської бібліотеки імені Л. Толстого 1952 року (вул. Леніна, 51).

## Галерея

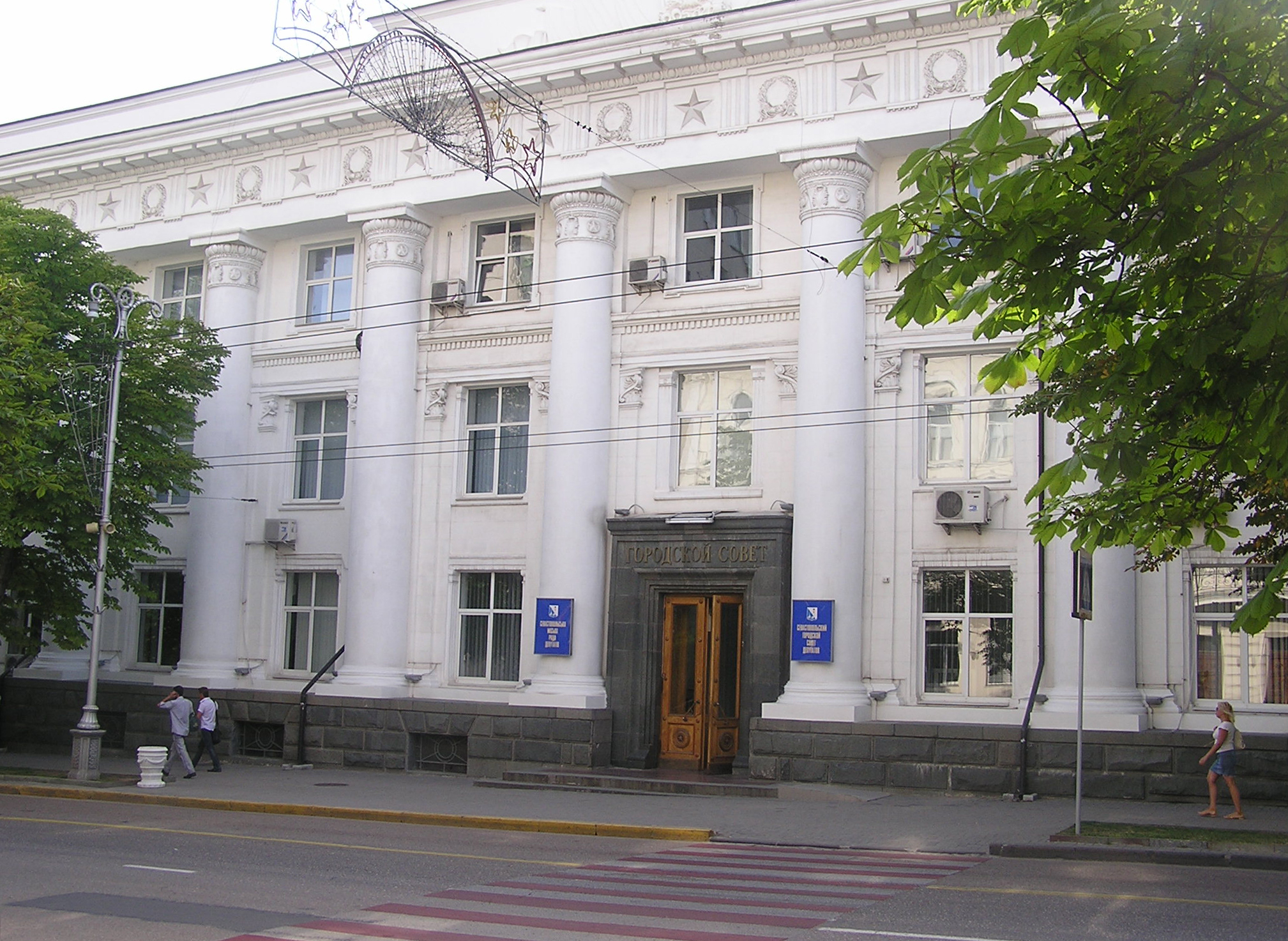
Будівля міської ради
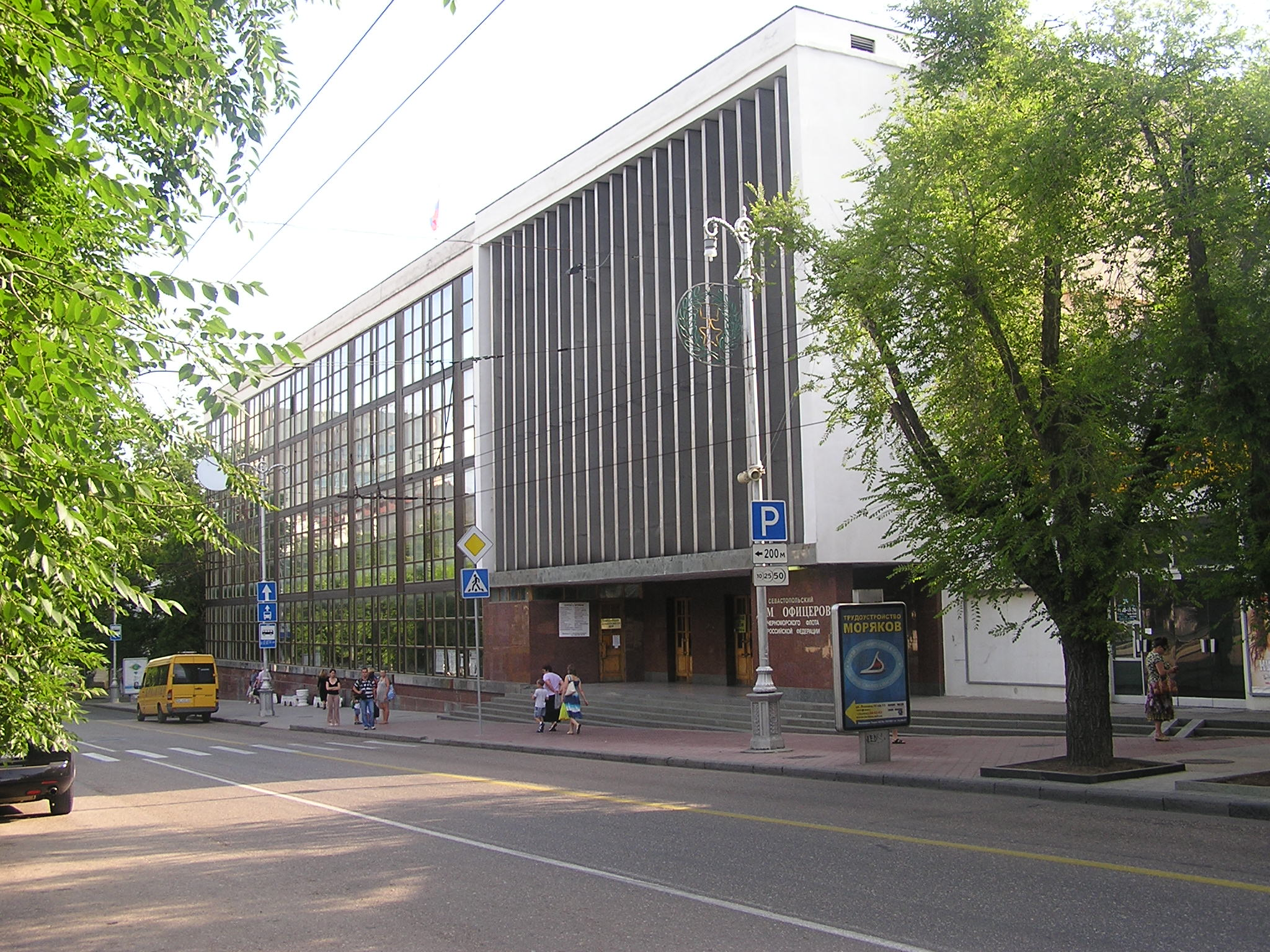
Будинок офіцерів ЧФ РФ
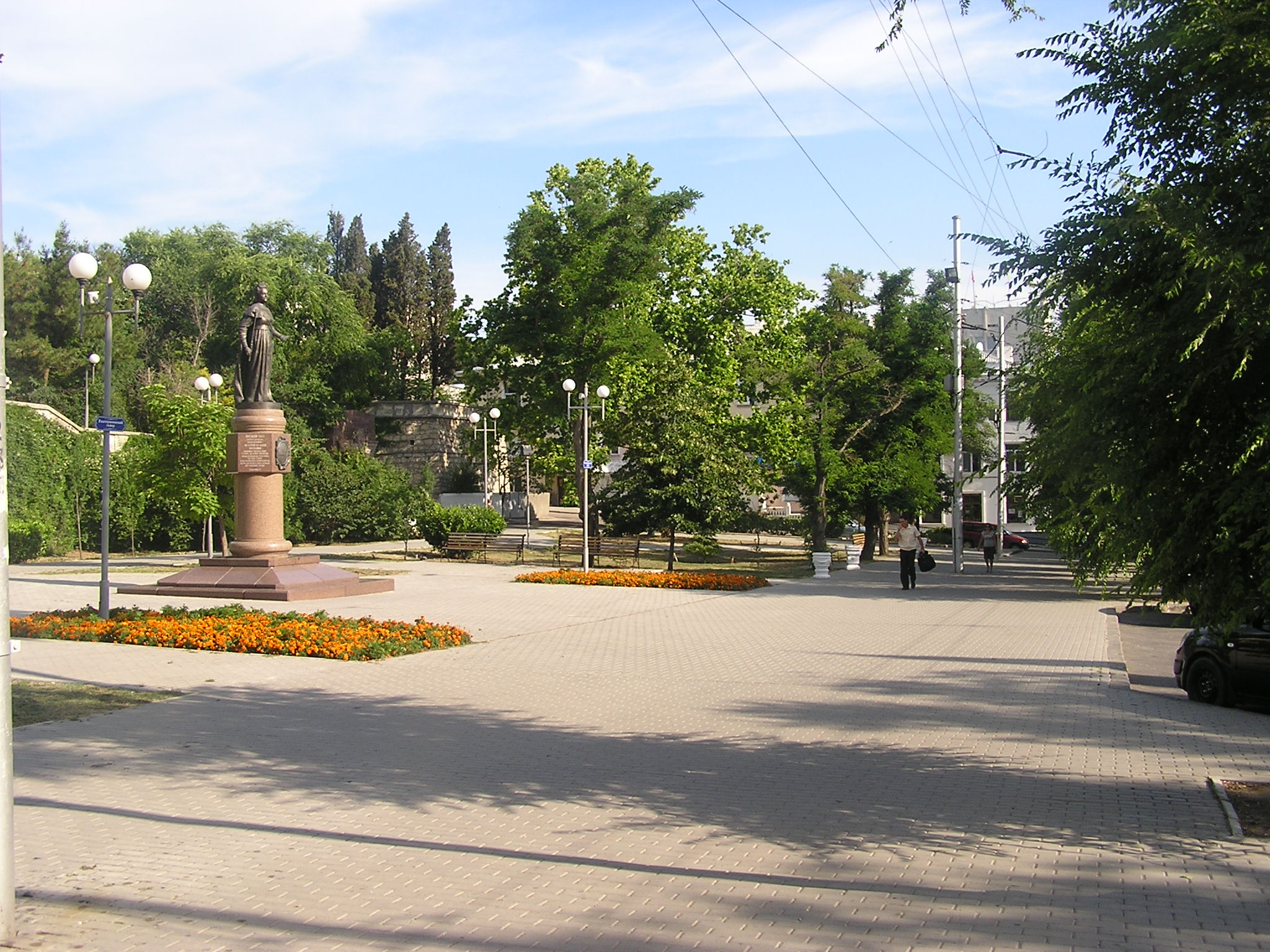
Пам'ятник Катерині II
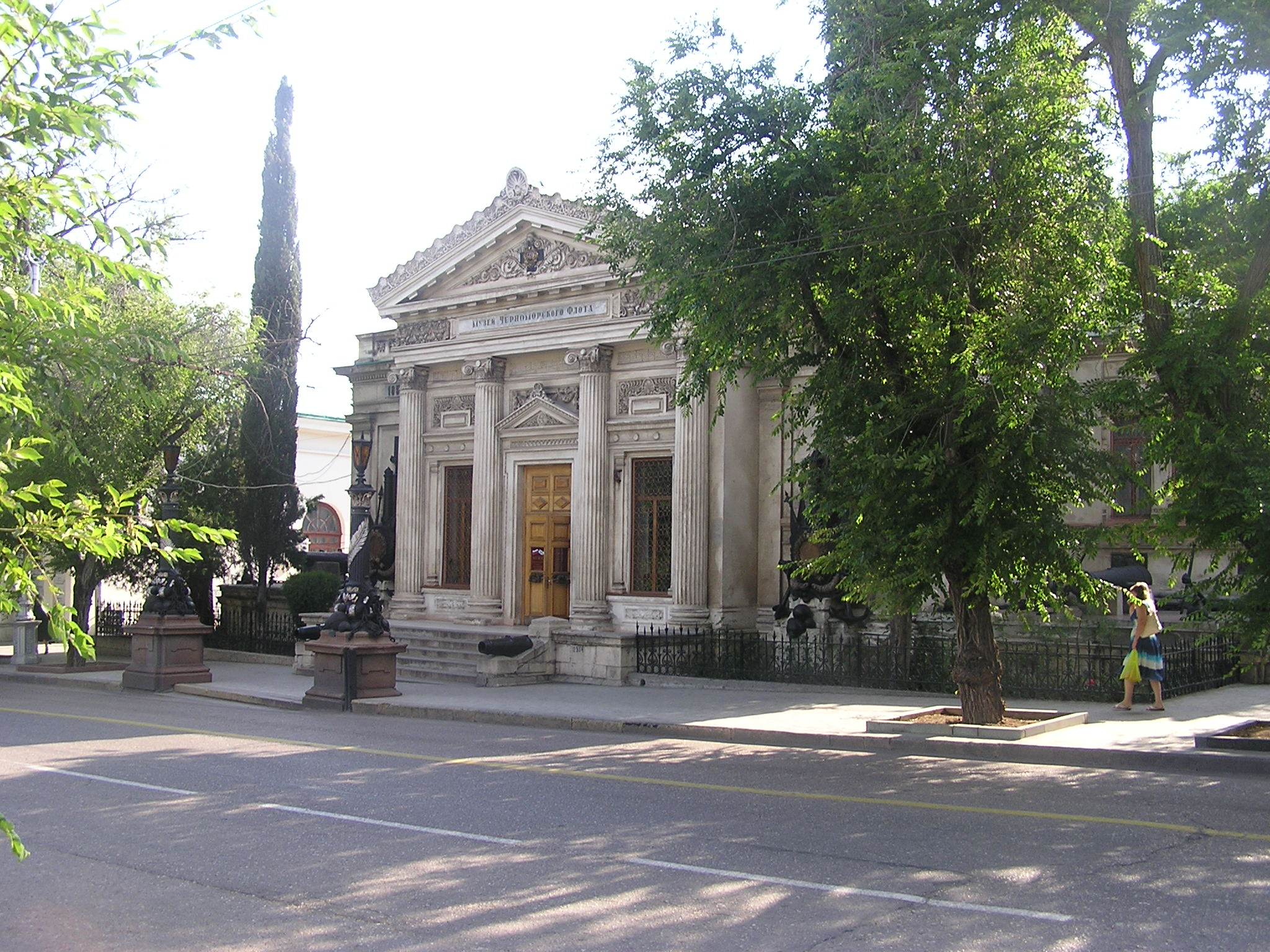
Музей Чорноморського флоту
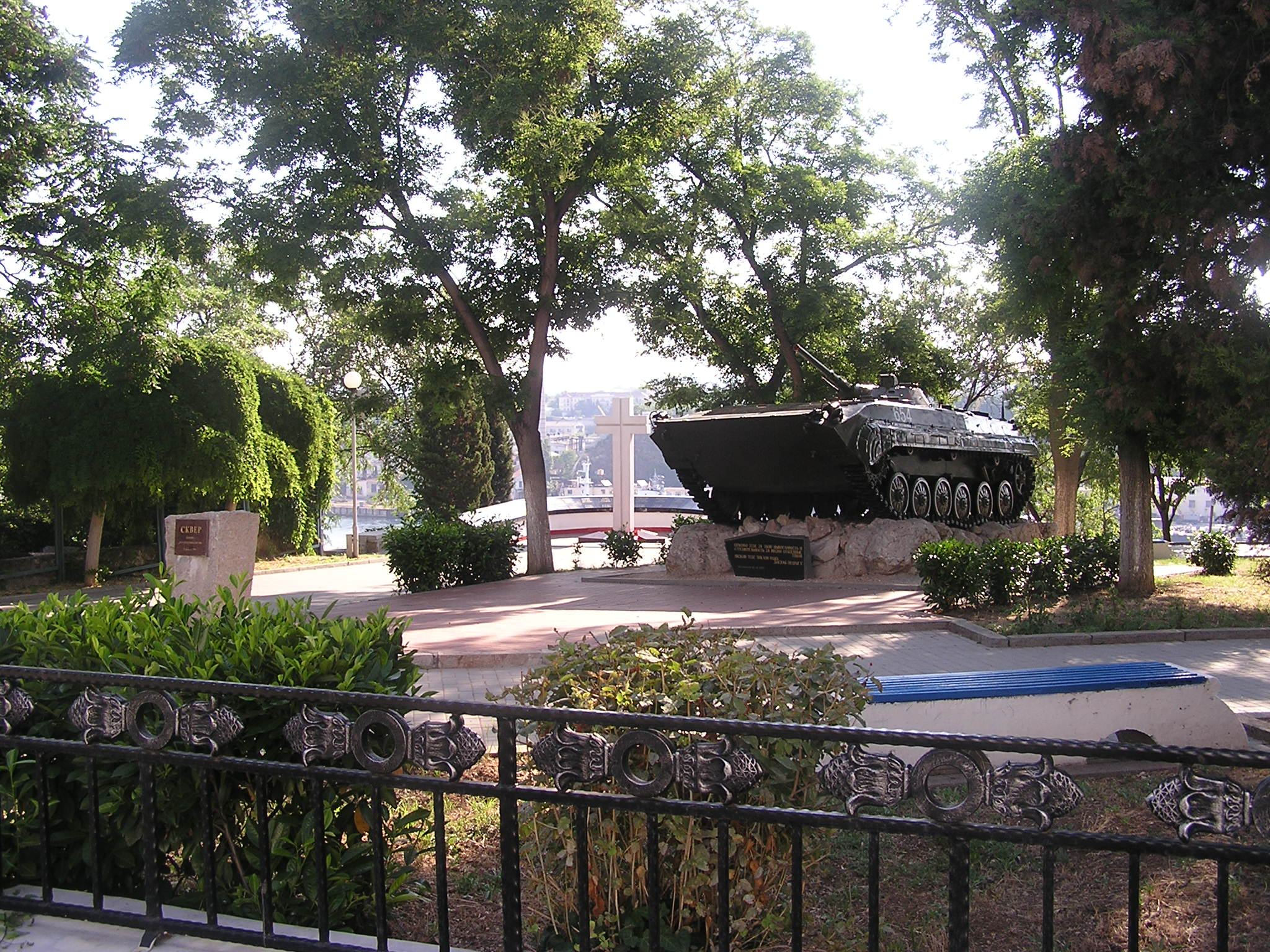
Меморіал воїнам-афганцям
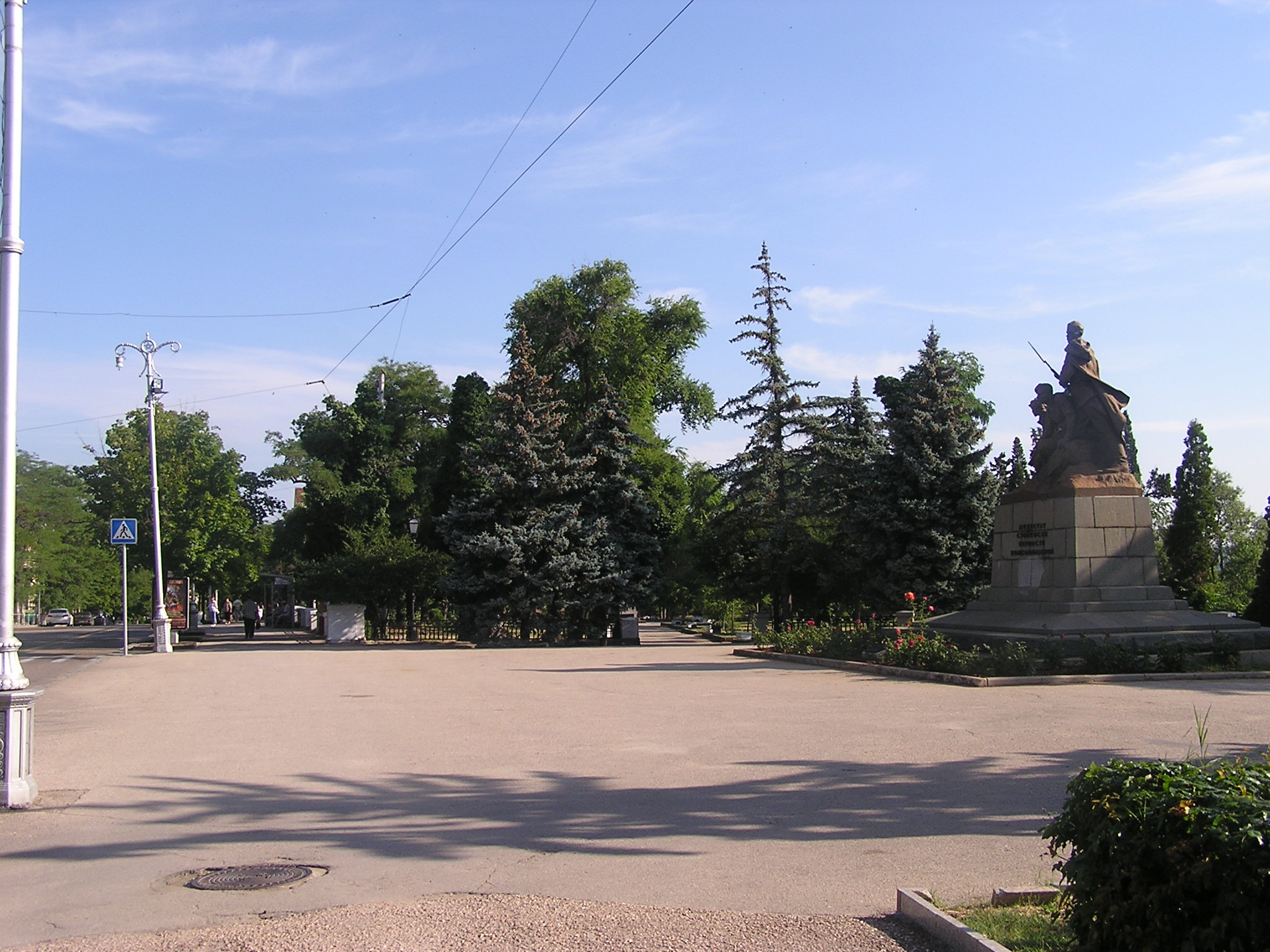
Пам'ятник комсомольцям